# 羽叶照夜白
羽叶照夜白（学名：Nyctocalos pinnata）为紫葳科照夜白属的植物，为中国的特有植物。分布于中国大陆的云南等地，生长于海拔160米至1,500米的地区，一般生长在河谷密林中或湿润地区，目前尚未由人工引种栽培。